# 22. ceremonia wręczenia Złotych Globów
22. ceremonia wręczenia Złotych Globów odbyła się 8 lutego 1965 roku.

## Laureaci i nominowani
Laureaci nagród wyróżnieni są wytłuszczeniem

### Produkcje filmowe

#### Najlepszy film dramatyczny
- Becket
- The Chalk Garden
- Dear Heart
- Noc iguany
- Grek Zorba

#### Najlepszy film komediowy lub musical
- My Fair Lady
- Ojciec Wirgiliusz
- Mary Poppins
- Niezatapialna Molly Brown
- Świat Henry’ego Orienta

#### Najlepszy aktor w filmie dramatycznym
- Peter O’Toole - Becket
- Richard Burton – Becket
- Anthony Franciosa - Rio Conchos
- Fredric March - Siedem dni w maju
- Anthony Quinn - Grek Zorba

#### Najlepszy aktor w filmie komediowym lub musicalu
- Rex Harrison - My Fair Lady
- Marcello Mastroianni - Małżeństwo po włosku
- Peter Sellers - Różowa Pantera
- Peter Ustinov - Topkapi
- Dick Van Dyke - Mary Poppins

#### Najlepsza aktorka w filmie dramatycznym
- Anne Bancroft - Zjadacz dyń
- Ava Gardner - Noc iguany
- Rita Hayworth - Circus World
- Geraldine Page - Toys in the Attic
- Jean Seberg - Lilith

#### Najlepsza aktorka w filmie komediowym lub musicalu
- Julie Andrews - Mary Poppins
- Audrey Hepburn - My Fair Lady
- Sophia Loren - Małżeństwo po włosku
- Melina Mercouri - Topkapi
- Debbie Reynolds - Niezatapialna Molly Brown

#### Najlepszy drugoplanowy aktor
- Edmond O’Brien - Siedem dni w maju
- Cyril Delevanti - Noc iguany
- Stanley Holloway - My Fair Lady
- Gilbert Roland - Jesień Czejenów
- Lee Tracy - Ten najlepszy

#### Najlepsza drugoplanowa aktorka
- Agnes Moorehead - Nie płacz, Charlotto
- Elizabeth Ashley - The Carpetbaggers
- Grayson Hall - Noc iguany
- Lila Kedrova - Grek Zorba
- Ann Sothern - Ten najlepszy

#### Najlepszy reżyser
- George Cukor - My Fair Lady
- Michalis Kakojanis - Grek Zorba
- John Frankenheimer - Siedem dni w maju
- Peter Glenville - Becket
- John Huston - Noc iguany

#### Najlepsza muzyka
- Upadek Cesarstwa Rzymskiego - Dimitri Tiomkin
- Becket - Laurence Rosenthal
- Mary Poppins - Richard M. Sherman i Robert B. Sherman
- Siedem dni w maju - Jerry Goldsmith
- Grek Zorba - Mikis Theodorakis

#### Najlepsza piosenka
- „Circus World” z filmu Circus World - muzyka: Dimitri Tiomkin; słowa: Ned Washington
- „Dear Heart” z filmu Dear Heart
- „From Russia with Love” z filmu Pozdrowienia z Rosji
- „Sunday in New York” z filmu Sunday in New York
- „Where Love Has Gone” z filmu Where Love Has Gone

#### Henrietta Award
- Marcello Mastroianni